# Église de l'Assomption d'Airoux
L'église de l'Assomption d'Airoux est une église catholique située à Airoux, dans le département français de l'Aude.

## Localisation
L'église est située dans le bourg d'Airoux, rue de l'Église.